# Arde Lima
Arde Lima es una película documental peruana de 2023 escrita, coproducida y dirigida por Alberto Castro. La película muestra la vida y trayectoria de quince artistas del arte drag de Perú.

## Sinopsis
El documental presenta las vidas de artistas drags a través de historias como la de Ernesto Pimentel, cuyo personaje Chola Chabuca fue popular en la farándula local; Tany de la Riva, ganadora del concurso Reina de la Noche; Georgia Hart, que interpreta a Coco Marusix en la película biográfica de Pimentel; o Dark Princess, ganadora del Miss Universo Dragstar en Bogotá. También cuenta los testimonios del drag king Alezz Andro, y otras artistas drag como La Langosta, Go Diva, Harmonik Minaj, Brit de Rapert, Tía Tula, La Funky, Petra, Cakutty, y Stacy Malubú, a quien está dedicada la película por haber fallecido durante el rodaje por la pandemia de COVID-19.

## Reparto
El documental cuenta con los testimonios de:
- Tany de la Riva
- Georgia Hart
- La Langosta
- Harmonik Minaj
- Go Diva
- Dark Princess
- Alezz Andro
- Ernesto Pimentel
- Stacy Malibú
- Tía Tula
- Brit de Rapert
- Cristina Corazón
- La Funky
- Petra
- Cakutty

## Producción
Alberto Castro compitió con esta película en el Concurso Nacional de Largometrajes en la edición N° 9 de la Semana del Cine de la Universidad de Lima. El rodaje finalizó a finales de 2022.

## Estreno

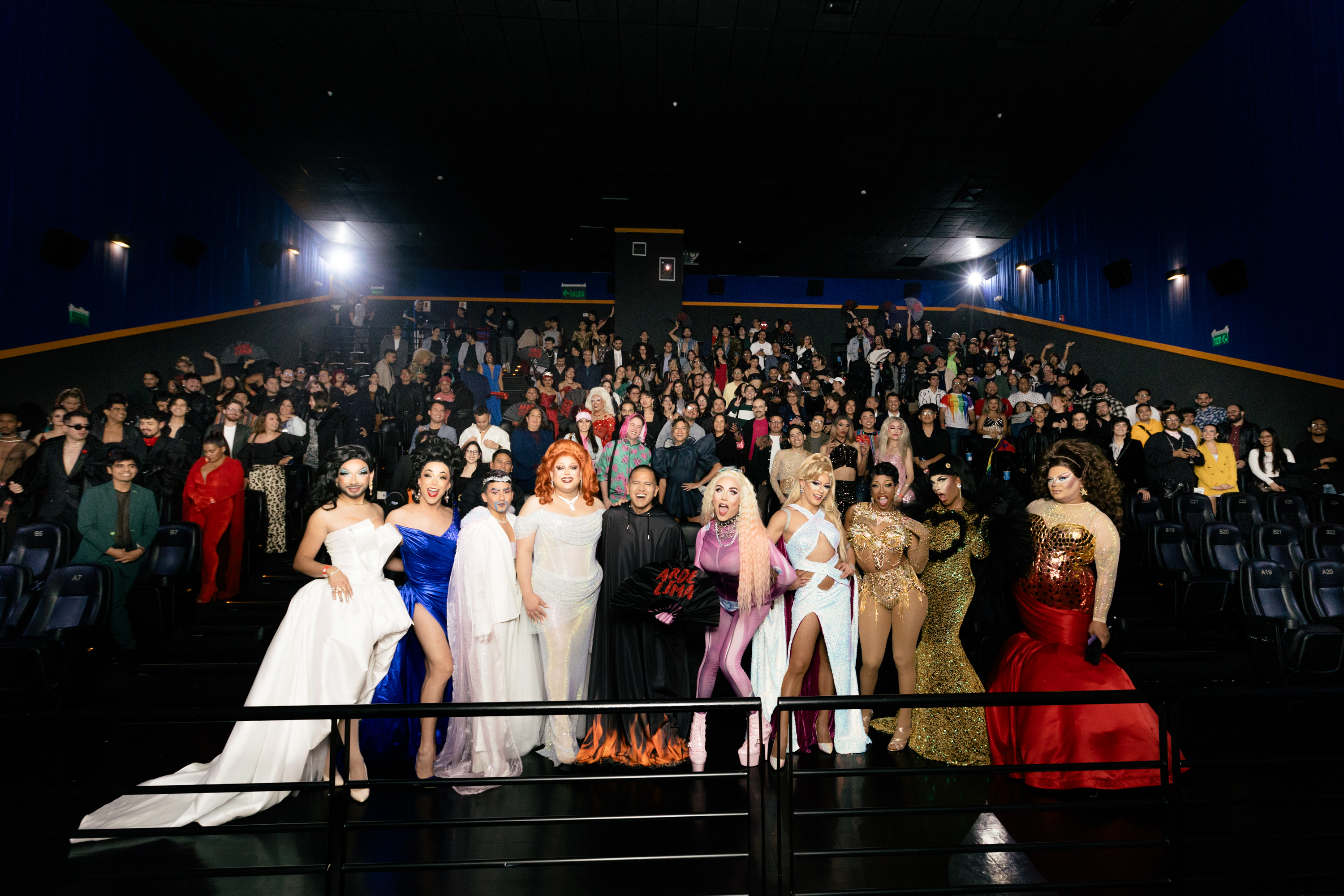
El director Alberto Castro junto a los protagonistas del filme en su estreno.

La película tuvo su estreno mundial el 15 de noviembre de 2023, en la IX Semana de Cine de Ulima, luego se estrenó comercialmente el 30 de mayo de 2024 en cines peruanos. El documental es el cierre de una trilogía LGBTIQ+ de su director, tras Invasión Drag (2020) y Salir del clóset (2023). Durante la grabación de la primera, conoció a Tany de la Riva y Georgia Hart, con quienes inició el proyecto.